# 국민통합위원회

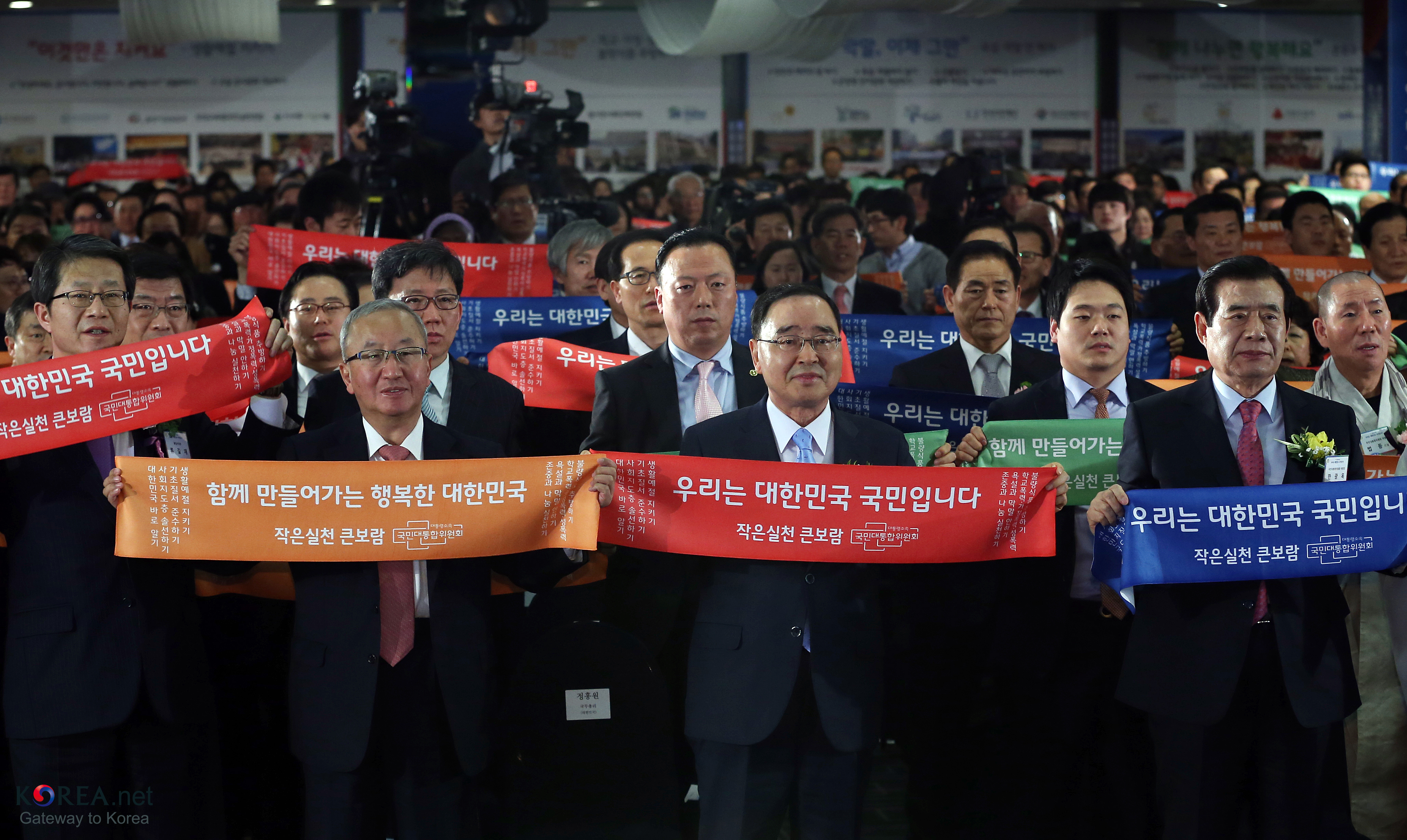
2014년 국민대통합위원회에서 주최한 ‘작은실천 큰보람 운동’ 선포식.
맨앞에서 세번째 한광옥 제1,2,3기 국민대통합위원회 위원장

국민통합위원회(國民統合委員會, 영어: Presidential Committee for Nationl Cohesion, PCNC) 또는 구명칭 국민대통합위원회(國民大統合委員會)는 ‘국민대통합위원회 설치 및 운영에 관한 규정’에 근거한 대통령 직속 자문위원회로, 우리 사회에 내재된 상처와 갈등을 치유하고, 공존과 상생의 문화를 정착하며, 대한민국의 새로운 가치를 도출하기 위한 정책과 사업에 관하여 대통령의 자문에 응하기 위하여 대통령 소속으로 설치했다. 서울특별시 종로구 새문안로 82 S타워 18층19층에 있었으며, 마지막 위원장은 최성규 목사였다. 2017년 6월 30일에 해산되었다.

## 설립 근거
국민대통합위원회의 설치 및 운영에 관한 규정(대통령령)

## 개요
국민통합은 우리나라가 진정한 선진국으로 도약하고 국민행복을 증진시킬 수 있는 전제조건이며, 또한 통일시대를 맞이하기 위한 시대적 사명이라고 할 수 있다. 이러한 배경에서 국민대통합위원회는 2014년 7월 우리 사회에 내재된 상처와 갈등 치유, 공존과 상생문화 정착, 새로운 대한민국 가치 도출을 위한 정책과 사업에 관한 국정자문을 목적으로 출범함.

## 조직
국민대통합위원회는 4개 분과위원회, 특별위원회, 자문단, 지역위원회, 국민통합정책협의회 및 국민통합기획단을 두고 있다.

## 기능 및 운영
국민대통합위원회는 대통령 소속 자문기구로서 다음의 국민대통합 관련 정책과 사업에 관하여 대통령에 자문하는 역할을 한다.
1. 국민통합 기반구축: 국민통합관련 객관적 실태파악 및 분석, 국민대통합 종합계획 수립 및 시행, 정책 수립 시행을 위한 유관기관 협력
2. 사회갈등의 실효적 예방과 조정: 사회갈등 예방, 조정을 위한 제도 개선, 국민참여형 사회갈등 관리방안 강구, 소통, 갈등관리, 통합 관련 역량제고
3. 통합가치 정립 및 상생추구: 국민적 통합가치 창출 및 확산 ·국민통합 작은 실천 큰 보람 운동 전개, 국민 상생·공감 프로젝트 추진
4. 소통·공감을 통한 통합문화 확산: 국민통합 공감대 형성, 통합문화 확산을 위한 분야별 협력체계 운용, 국민통합문화 우수사례 발굴 및 확산